# Taufaufschub
Taufaufschub bedeutet im Kirchenrecht das Nichtvollziehen der Taufe auf unbestimmte Zeit, insbesondere bis die erforderlichen Taufvoraussetzungen vorliegen.

## Geschichte
Im 3., verstärkt im 4. Jahrhundert, zögerten Erwachsene, die sich dem Christentum zuwandten, trotzdem die eigene Taufe oft jahrelang hinaus. Sie blieben dann im Status eines Katechumenen und konnten am Gottesdienst, nicht aber an der Eucharistie teilnehmen. Eins der bekanntesten Beispiele ist Kaiser Konstantin der Große, der seit 313 das Christentum förderte, sich aber erst 337 auf dem Sterbebett taufen ließ. Christian Grethlein sieht in dieser Form des Taufaufschubs einen „Ausdruck der nicht bewältigten Spannung zwischen den ethischen Anforderungen an das Leben von getauften Christen und der tatsächlichen, alltäglichen Lebenspraxis.“  Seit Tertullian bekämpften die Kirchenväter diese Haltung, die jedoch erst im 5. Jahrhundert mit der flächendeckenden Durchsetzung der Kindertaufe deutlich abnahm.
Kritik an der Praxis der Kindertaufe führte schon in der frühen Reformationszeit zu einer Forderung des Taufaufschubs, z. B. bei Karlstadt und Thomas Müntzer. Diese Position wurde von der Täuferbewegung übernommen und bestimmt bis heute die Position der Freikirchen, die nur die Gläubigentaufe praktizieren (Taufgesinnte).

## Römisch-katholische Kirche

### Codex Iuris Canonici
Wenn berechtigte Zweifel daran bestehen, dass die notwendigen Voraussetzungen für den Empfang des Sakraments der Taufe bestehen, sieht can. 868, § 1, Nr. 2 die Möglichkeit des Taufaufschubs vor. Der Taufaufschub ist keine Verweigerung der Taufe. Eine Verweigerung der Taufe ist grundsätzlich nicht möglich, da es nach römisch-katholischer Auffassung schwerste Konsequenzen für das Seelenheil des Einzelnen hätte. Es besteht zwar ein grundsätzliches Recht auf die Taufe, so, wie es ein grundsätzliches Recht auf die Sakramente gibt. Doch es gibt kein formales, vindizierbares Recht auf die Taufe. Die Taufe ist also nicht unmittelbar einzufordern. Heribert Schmitz zeigte diese grundsätzlichen und bedeutsamen Möglichkeiten, aber auch die Grenzen eines „Rechts auf Taufe“ auf.
Der Taufaufschub ist in Erwägung zu ziehen, wenn die Voraussetzungen zu einer bestimmten Glaubensbekundung, die sich in Taufbitte, Taufglaube und Taufversprechen ausdrückt, fehlen. Er besteht in einem zeitlich nicht begrenzten Aufschub der Spendung der Taufe. Auch weitere Canones sind für die Entscheidung einschlägig, so can. 851: „Die Taufe muss in gebotener Weise vorbereitet werden“ („debite praeparetur oportet“).
Genau geregelt ist der Taufaufschub im Codex Iuris Canonici von 1983 (CIC) allerdings nicht. Dort wird lediglich ein gesetzlicher Rahmen bestimmt. Die Regelung des Taufaufschubs obliegt den jeweiligen Bischofskonferenzen. In der pastoralen Praxis soll dieser Schritt ausführlich mit dem Täufling bzw. mit den beteiligten Familienangehörigen besprochen werden und er muss mit dem zuständigen Dekan abgestimmt sein. Der Taufaufschub ist keine Strafe und darf in keiner Weise als solche verstanden werden. Er ist lediglich ein Schutz davor, dass das Sakrament nicht unwürdig oder unwirksam gespendet wird. Der Taufaufschub muss nicht von langer Dauer sein. Dieser Zusammenhang muss im Taufgespräch bzw. dem Vorgespräch mit dem Taufanwärter deutlich werden und auch genau begründet werden. Daraus ergibt sich die zentrale Bedeutung, die das Taufgespräch pastoral hat.
Bei erwachsenen Taufanwärtern wird hier die Aufnahme in den Katechumenat, der in Vorkatechumenat, Katechumenat und Vertiefung gegliedert ist, besprochen und erklärt, bei der Kindertaufe muss den Eltern die zentrale Bedeutung der Taufe für die Heilslehre der Kirche deutlich werden und ein eventueller Taufaufschub begründet und verständlich erklärt werden.

#### Taufaufschub bei Kindern
Fehlt die Hoffnung, dass ein Kind im christlichen Glauben erzogen wird, ist aufgrund von can. 868, § 1, Nr. 2 ein Taufaufschub dringend vorzusehen. So z. B., wenn die Eltern nicht getauft oder nicht praktizierende Katholiken sind und gleichzeitig kein geeigneter Taufpate zur Verfügung steht. Bei der Kindertaufe findet der Taufaufschub seinen eigentlichen rechtlichen Ort. Der Taufaufschub kann auch von nur kurzer Dauer sein, wenn beispielsweise rasch ein geeigneter Taufpate gefunden werden kann oder die Eltern in den Katechumenat eintreten bzw. das Sakrament der Ehe empfangen.

#### Taufaufschub bei Erwachsenen
Der Taufaufschub bei Erwachsenen ergibt sich fast von selbst durch den Katechumenat. Der Wunsch nach der Taufe und der Glaube müssen sich erst erhärten und rational untermauert werden. Wenn Taufglaube, Taufbitte oder Taufversprechen nicht gegeben sind, dann muss die Taufe aufgeschoben werden (nach can. 868, § 1, Nr. 2 CIC/1983).
Lebt der Taufanwärter in einer kirchlich nicht legitimierten Ehe und kann diese Ehe nicht gültig gemacht werden, dann kann er die Taufe nur nach dem vorherigen Versprechen empfangen, enthaltsam in der nicht den Geboten und den Gesetzen der Kirche entsprechenden Verbindung zu leben.

### Die pastorale Seite der rechtlichen Ausgestaltung des Taufaufschubs

#### Die zentrale (pastorale) Bedeutung des Taufgesprächs
Nach dem CIC von 1983 kommt dem Taufgespräch eine Schlüsselrolle zu: Im Taufgespräch muss Klarheit über das heilsnotwendige Wesen der Taufe hergestellt werden. Der erwachsene Taufbewerber muss sich über seinen Schritt ganz klar werden und in einen (Vor-)Katechumenat zur Vorbereitung auf die Taufe eintreten.
Die Eltern eines Kindes, das getauft werden soll, müssen sich ebenso über den heilsnotwendigen Charakter der Taufe klar werden und ein eventueller Taufaufschub muss erklärt und begründet werden. Dies muss feinfühlig und verständlich geschehen, da andernfalls die Taufe womöglich abgelehnt oder der Taufwunsch zurückgezogen werden könnte, was es zu verhindern gilt: „Denn er [Gott] will, dass alle Menschen gerettet werden und seine Wahrheit erkennen“ (1 Tim 2,4 ).

#### Praktische Gründe für den Taufaufschub
Die Gründe für einen Taufaufschub können der jeweiligen Lage entsprechend unterschiedlich sein:

##### Die religiöse Situation der Eltern bzw. der Familie
Ein Taufaufschub ist zu erwägen, wenn die Familie religiös stark heterogen ist, da Angehörige verschiedener Konfessionen oder Religionen sowie „Säkulare“ zusammentreffen. Ein Taufaufschub ist sogar schon geboten, wenn die Eltern oder ein Elternteil nicht getauft sind, sich also nicht zum christlichen Glauben bekennen, unverheiratet oder nicht kirchlich verheiratet zusammenleben oder die Bindung zur Kirche verloren haben. Hier besteht die große Chance, mit der Taufe des Kindes auch die Eltern wieder zur katholischen Praxis zurückzuführen bzw. sie für Glauben und Kirche zu gewinnen.
Ein Taufaufschub ist ferner geboten, wenn die Taufe nicht aus religiösen Gründen erbeten wird oder die Eltern das Kind nicht christlich erziehen können oder wollen bzw. es nicht christlich erziehen lassen oder erziehen lassen können.
Ein Taufaufschub ist schließlich geboten, wenn die Eltern das Taufgespräch verweigern.

##### Es kann kein geeigneter Taufpate (can. 872–874) gefunden werden
Aufgrund der Abnahme der Bindung an die katholische Tradition und Lebensform wird es oft schwierig, innerhalb der Familie oder des Freundeskreises geeignete Taufpaten für die Kindertaufe – mitunter auch für die Erwachsenentaufe – zu finden. Der Taufpate ist für die gültige Spendung der Taufe zwar nicht erforderlich, jedoch bedarf es zumindest eines Taufzeugen. Die Taufpaten müssen von mindestens einem der Eltern des Täuflings vorgeschlagen werden, in der Regel 16 Jahre alt sein, katholisch getauft und gefirmt sein sowie die Eucharistie empfangen haben, in der Einheit mit der Kirche leben und den Glauben praktizieren, da sie im lebendigen Glaubensvollzug dem Täufling lebenslang zur Seite stehen sollen. Nichtkatholische Personen können lediglich als Taufzeugen fungieren, für die die vorher genannten Voraussetzungen nicht gelten.
Findet man keine geeigneten Paten im familiären Umfeld, kann ein „Gemeindepate“ gewählt werden, d. h. eine vertrauenswürdige katholische Person aus der Pfarrgemeinde, die Pate wird und die die Familie in der katholischen Erziehung des Täuflings unterstützt. Diese Person muss allerdings von der Familie akzeptiert werden. Es muss Vertrauen aufgebaut werden, da es sich meist um eine für die Familie völlig fremde Person handelt. Dieses Vorgehen kann vor allem pastoral fruchtbare Wirkungen entfalten, da so die Bindung der Familie an die Pfarrei gefördert wird.

## Evangelische Landeskirchen
Insbesondere im deutschsprachigen Raum kam es durch die Kritik an der Säuglingstaufe, die Karl Barth und sein Sohn Markus Barth seit 1943 übten, vor allem in den 1960er- und 1970er-Jahren zu Forderungen nach einem Taufaufschub bis zum Erreichen der Mündigkeit. Eine Reihe von landeskirchlichen Pfarrern erklärte, dass sie den eigenen Nachwuchs nicht taufen lassen wollten; einige verweigerten sogar die Taufe von Unmündigen insgesamt. Als Reaktion auf diese Anfragen, aber auch auf die Kritik an einer in den Volkskirchen geübten „unterschiedslosen Weise“ der Taufe in der Konvergenzerklärung von Lima über Taufe, Eucharistie und Amt von 1982 erließen die Gliedkirchen der Evangelischen Kirche in Deutschland (EKD) eigene Taufordnungen, die an der grundsätzlichen Geltung der Kindertaufe festhalten, aber auch den Taufaufschub seitens der Gemeinden regeln sollten.

### Kinder
Die Taufe von Kindern ist aufzuschieben, solange die Eltern oder Sorgeberechtigten die Taufvorbereitung, insbesondere das Taufgespräch verweigern. Sie ist auch aufzuschieben, wenn ein Kind bei der Taufvorbereitung Widerspruch gegen den Vollzug der Taufe erkennen lässt.
Solange ersichtlich nicht zu erwarten ist, dass das Kind in evangelischer Unterweisung als Glied der Gemeinde Jesu Christi erzogen wird, kann nach der Taufordnung der Evangelischen Landeskirche in Württemberg darüber hinaus nicht getauft werden, wenn
- weder Vater noch Mutter der evangelischen Kirche angehören,
- beide Eltern Jesus Christus, den Herrn, sein Wort und Sakrament, seine Kirche in grober Weise verächtlich machen,
- zwar die Taufe des Kindes begehrt wird, aber sowohl Vater als auch Mutter es ablehnen, die mit der Taufe verbundene Verpflichtung zur evangelischen Erziehung zu bejahen,
- die Eltern an dem Kind eine Weihehandlung vornehmen ließen, die im Widerspruch zur Taufe steht, und nicht bereit sind, ein dabei gegebenes, mit der Taufe nicht zu vereinbarendes Versprechen ausdrücklich zu widerrufen,
- die Eltern sich ausdrücklich weigern oder es offensichtlich versäumen, bei ihren schon getauften Kindern ihr Taufversprechen zur evangelischen Erziehung zu erfüllen.[6]

Wenn die Eltern keinerlei Interesse an einer christlichen Erziehung ihres Kindes haben, sehen die meisten Gliedkirchen der EKD einen Aufschub der Taufe vor.
Nach Vollendung ihres 14. Lebensjahres können diese Kinder die Taufe selbst begehren und Glieder der Kirche werden.

### Erwachsene
Die Taufe von Erwachsenen ist aufzuschieben, solange sie nicht an einer Taufvorbereitung teilgenommen haben. Sie ist abzulehnen, wenn sich ergibt, dass der Taufwunsch nicht ernsthaft ist.

### Rechtsweg
In die Entscheidung über den Taufaufschub ist auch der Kirchengemeinderat einbezogen.
Gegen die Entscheidung des Pfarrers, die Taufe nicht zu vollziehen, können die Eltern, die Sorgeberechtigten oder der religionsmündige Taufbewerber
Beschwerde beim Superintendenten einlegen. Er prüft, ob die Taufe aus nach der Tauordnung zulässigen Gründen abgelehnt wurde, und entscheidet endgültig. Kommt der Superintendent zu der Überzeugung, dass die Taufe vollzogen werden kann, so schafft er die Voraussetzung, dass die Taufe stattfinden kann.